# Directiva de restricció de substàncies perilloses
La Directiva de restricció de substàncies perilloses 2002/95/CE (amb acrònim anglès RoHS 1), abreviatura de Directiva sobre la restricció de l'ús de determinades substàncies perilloses en equips elèctrics i electrònics, va ser adoptada el febrer de 2003 per la Unió Europea.

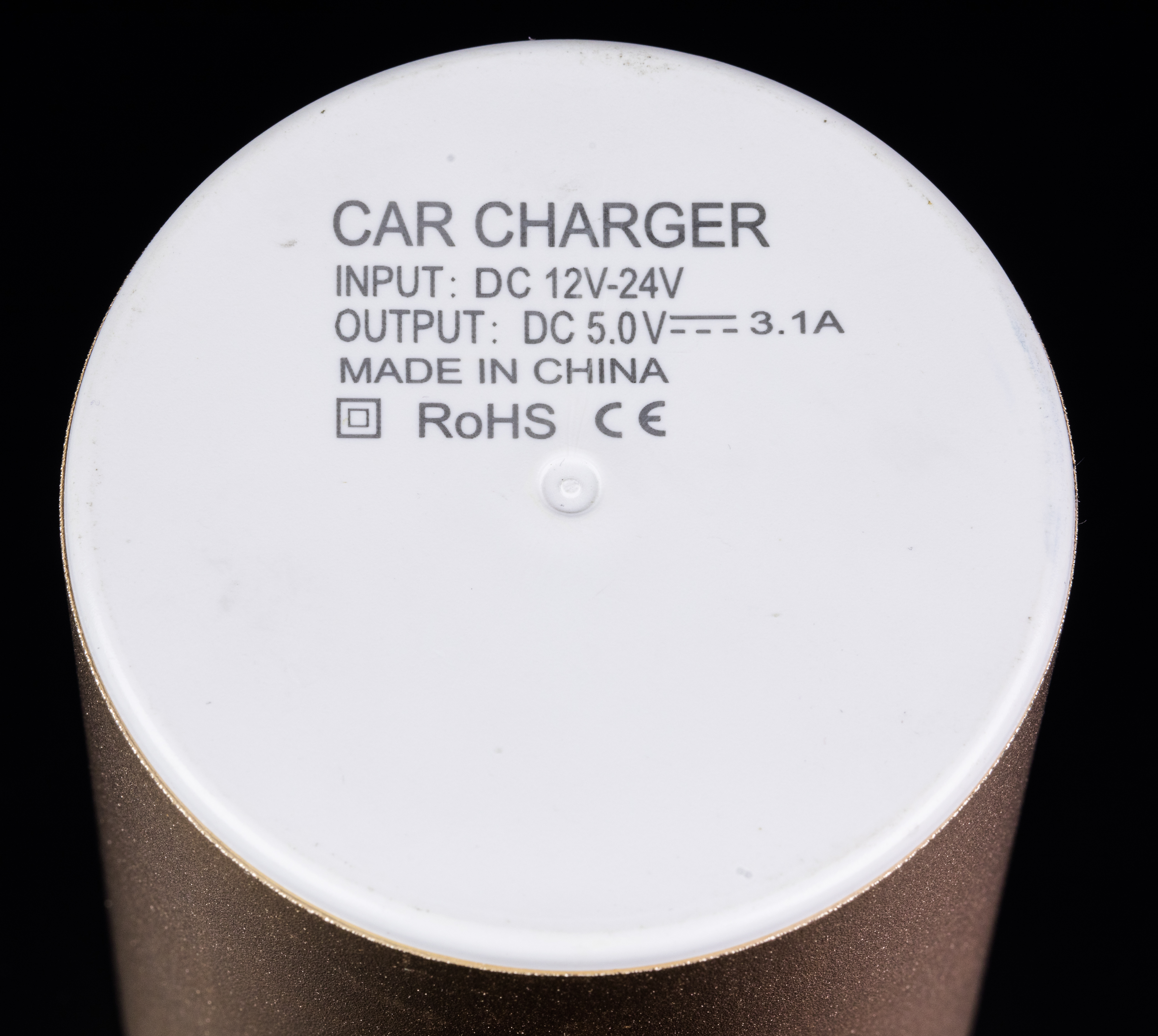
Exemple de marcatge RoHS en un producte per automòbil.

La iniciativa era evitar una sobreabundància de productes químics a l'electrònica. Per tant, com a resultat, l'electrònica es va restringir.
La directiva RoHS 1 va entrar en vigor l'1 de juliol de 2006 i s'ha d'aplicar i esdevenir una llei a cada estat membre. Aquesta directiva restringeix (amb excepcions) l'ús de deu materials perillosos en la fabricació de diversos tipus d'equips electrònics i elèctrics. A més de les excepcions, hi ha exclusions per a productes com ara plaques solars. Està estretament lligat a la Directiva de residus d'equips elèctrics i electrònics (RAEE) 2002/96/CE (ara substituïda) que estableix objectius de recollida, reciclatge i valorització dels productes elèctrics i forma part d'una iniciativa legislativa per resoldre el problema de grans quantitats de residus electrònics tòxics. En la parla, RoHS sovint s'escriu o es pronuncia /rɒs/, /rɒʃ/, /roʊz/, o /ˈroʊhɒz/, i fa referència a l'estàndard de la UE, tret que s'indiqui el contrari.
La RoHS sovint es coneix com la "directiva sense plom", però restringeix l'ús de les deu substàncies següents:
1. Plom (Pb)
2. Mercuri (Hg)
3. Cadmi (Cd)
4. Crom hexavalent (Cr6+)
5. Bifenils polibromats (PBB)
6. Èter difenílic polibromat (PBDE)
7. Ftalat de bis (2-etilhexil) (DEHP)
8. Ftalat de butil benzil (BBP)
9. Ftalat de dibutil (DBP)
10. Ftalat de diisobutil (DIBP)

La directiva s'aplica als equips tal com es defineix en una secció de la directiva RAEE:
1. Grans electrodomèstics.
2. Petits electrodomèstics.
3. Equips informàtics i de telecomunicacions (tot i que els equips d'infraestructura estan exempts en alguns països).
4. Equips de consum.
5. Equips d'il·luminació, incloses les bombetes.
6. Eines elèctriques i electròniques.
7. Joguines, material d'oci i esportiu.
8. Dispositius mèdics (exempció eliminada el juliol de 2011).
9. Instruments de seguiment i control (exempció eliminada el juliol de 2011).
10. Dispensadors automàtics.
11. Altres EEE no coberts per cap de les categories anteriors.